# Madonna col Bambino e i santi Anna, Giuseppe e Gioacchino
Madonna col Bambino e i santi Anna, Giuseppe e Gioacchino è un dipinto del pittore veronese Girolamo dai Libri, realizzato con la tecnica della pittura a olio su tela, conservato nella chiesa di San Paolo in Campo Marzio a Verona.
La tela venne commissionata dai coniugi Baughi per la cappella di famiglia, i quali compaiono in essa nell'atto di pregare in primo piano. Il ritrarre i committenti rappresentò una consuetudine nella pittura del rinascimento veronese. Una soluzione simile dai Libri l'aveva già adottata nella Pala Centrego mentre l'impostazione della Madonna e di sant'Anna è la stessa della tela Vergine col Bambino e sant'Anna, oggi conservata alla National Gallery di Londra.
Nel tempo è stata attribuita anche a Domenico Brusasorci e Francesco Morone, ma oggi gli storici unanimemente riconoscono la paternità a dai Libri, come del resto l'aveva riconosciuta anche Giorgio Vasari. Cronologicamente viene collocata tra il 1518-1522 ovvero negli anni che precedono la piena maturità artistica dell'autore riconoscendo, infatti, che in questa tela Girolamo anticipa molti di quegli aspetti che caratterizzeranno la sua produzione più tarda.
Molteplici sono i richiami simbolici. Il dragone ai piedi di Maria è una allegoria di satana sconfitto, mentre l'albero di limoni alle spalle simboleggia l'immacolata concezione.